# Ali Mohamed Gedi
Ali Mohamed Gedi (somaliska: Cali Maxamed Geeddi) var premiärminister i den somaliska federala övergångsregeringen mellan 2004 och 2007. Han valdes av parlamentet efter att ha föreslagits av presidenten Abdullahi Yusuf.
Ali Mohammed Gedi är en välutbildad man som har arbetat för Afrikanska unionen som veteran samt som representant för Somalia.
Han var inte inblandad i somaliska inbördeskriget 1990. Han har inte heller några kopplingar till ledarna i Mogadishu. Han är från Mogadishu, där Hawiyeklanen är mest bosatta.
Han är utbildad i Italien och i Somalias förra nationella universitet som medicinsk doktor inom veteran. Han har inte politisk erfarenhet.
I november 2007 efterträddes han av Nur Hassan Hussein.